# David Kášek
David Kášek (* 19. September 1982) ist ein ehemaliger tschechischer Radrennfahrer, der im vorwiegend im Cyclocross aktiv war.

## Sportlicher Werdegang
David Kášek machte international erstmals auf sich aufmerksam, als er bei den Cyclocross-Weltmeisterschaften 1999 Vierter bei den Junioren wurde, ein Jahr später stand er als Dritter auf dem Podium der Weltmeisterschaften. Nach dem Wechsel in die U23 gewann er gleich im ersten Jahr erneut die Bronzemedaille bei den Weltmeisterschaften. In den folgenden Jahren konnte Kášek nicht mehr an diese Ergebnisse anknüpfen. Zwei Siege in seiner Heimat blieben die einzigen zählbaren Erfolge seiner Karriere. Im Weltcup gelang ihm kein Ergebnis unter dem Top 20.
Nach der Cyclocross-Saison 2012/2013 beendete Kášek im Alter von 31 Jahren seine Karriere im Radsport.

## Erfolge
1999/2000
- Tschechischer Meister (Junioren)
- Weltmeisterschaften (Junioren)

2000/2001
- Weltmeisterschaften (U23)

2008/2009
- Grand Prix Lostice, Loštice

2011/2012
- TOI TOI Cup, Kolín